# Umak
Umak (in lingua aleutina Uhmax) è una piccola isola che fa parte del gruppo delle Andreanof, nell'arcipelago delle Aleutine; si trova nel mare di Bering e appartiene all'Alaska (USA). È stata registrata dal capitano Teben'kov nel 1852.
Umak si trova a nord-est di Little Tanaga e, assieme a un gruppo di altre isole sta tra Adak e Atka.